# Municipio de Pleasant Valley (condado de Saline)
El municipio de Pleasant Valley (en inglés: Pleasant Valley Township) es un municipio ubicado en el condado de Saline en el estado estadounidense de Kansas. En el año 2010 tenía una población de 404 habitantes y una densidad poblacional de 4,31 personas por km².

## Geografía
El municipio de Pleasant Valley se encuentra ubicado en las coordenadas 38°54′28″N 97°46′17″O / 38.90778, -97.77139. Según la Oficina del Censo de los Estados Unidos, el municipio tiene una superficie total de 93.64 km², de la cual 93,44 km² corresponden a tierra firme y (0,22 %) 0,21 km² es agua.

## Demografía
Según el censo de 2010, había 404 personas residiendo en el municipio de Pleasant Valley. La densidad de población era de 4,31 hab./km². De los 404 habitantes, el municipio de Pleasant Valley estaba compuesto por el 96,78 % blancos, el 0,25 % eran afroamericanos, el 0,25 % eran amerindios, el 0,25 % eran asiáticos, el 1,49 % eran de otras razas y el 0,99 % eran de una mezcla de razas. Del total de la población el 4,46 % eran hispanos o latinos de cualquier raza.